# 1260-talet
1260-talet är det decennium som startade 1 januari 1260 och slutade 31 december 1269.
Kublai Khan utropades som suverän ledare över Mongolväldet, även om hans titel endast delvis erkändes. Efter att ha besegrat sin yngre bror Ariq Böke, flyttade han sin huvudstad till Peking. Medan han stred mot den södra kinesiska Songdynastin upplevde riket sin första betydande militära förlust – först i Palestina mot mamlukerna från Egypten och sedan i Kaukasus. Mamlukerna, som leddes av sin nya sultan Baibars, blev snabbt mäktiga Mellanöstern genom att erövra flera korsfararstater och slå tillbaka de mongoliska attackerna. Kejsardömet Nicaea lyckades erövra Konstantinopel och resten av det latinska riket och därmed återupprätta det Bysantinska riket.
I Europa pågick politiska och territoriella stridigheter som spred krig omkring kontinenten. I England pågick det andra baronkriget, ett inbördeskrig mot Henrik III av England. Påven allierade sig mot Hohenstaufendynastin av tysk-romerska kejsare och hans allierade Karl I av Sicilien dödade den sista manliga arvtagaren, Konradin. Kung Ottokar II av Böhmen kom att bli den mäktigaste fursten i Europa genom att utöka sina landområden, både genom arv och erövringar. Island och Grekland underkastade sig Norge, men Skottland lyckades slå tillbaka den norska invasionen och få ett gynnsamt fredsfördrag. I Spanien fortsatte reconquistan och flera betydande städer återerövrades från morerna.
Flera betydande kulturella framsteg gjordes under detta decennium, däribland Roger Bacons betydelsefulla vetenskapliga verk Opus Majus och Thomas av Aquinos Summa contra Gentiles. Arkitektoniska mästerverk och skulpturer färdigställdes i katedraler i Europa, däribland Notre-Dame de Chartres och Nicola Pisanos predikstolar i  Duomo di Siena och i dopkyrkan i Pisa. Sukhothairiket i Thailand antog buddhism som sin officiella religion. I Europa bredde antisemitismen ut sig, flera myndigheter utfärdade lagar som krävde att judar skulle bära en gul judestjärna, judar massakrerades i England och Talmud attackerades och censurerades av de katolska kyrkan.

## Händelser
- 12 juni 1262 – Island erkänner den norske kungens överhöghet och blir i praktiken norskt fram till 1380.

## Födda
- 1264 – Påve Klemens V (d. 1314)
- 1265 – 14 maj – Dante Alighieri, italiensk poet (d. 1321)

## Avlidna
- 1263 – 14 november – Alexander Nevskij, rysk nationalhjälte och helgon.
- 1264 – 2 oktober – Urban IV, påve sedan 1261.
- 1265 – 8 februari – Hülegü, mongolisk khan  (f. 1217).
- 1265 – 4 augusti – Simon de Montfort, 6:e earl av Leicester.
- 1266 – 21 oktober – Birger Magnusson, svensk jarl sedan 1248.
- 1266 – Berke, khan över Gyllene horden i Mongolväldet.
- 1268 – 29 oktober – Konradin, hertig av Schwaben och kung av Jerusalem och Sicilien (f. 1252).